# Sian Proctor

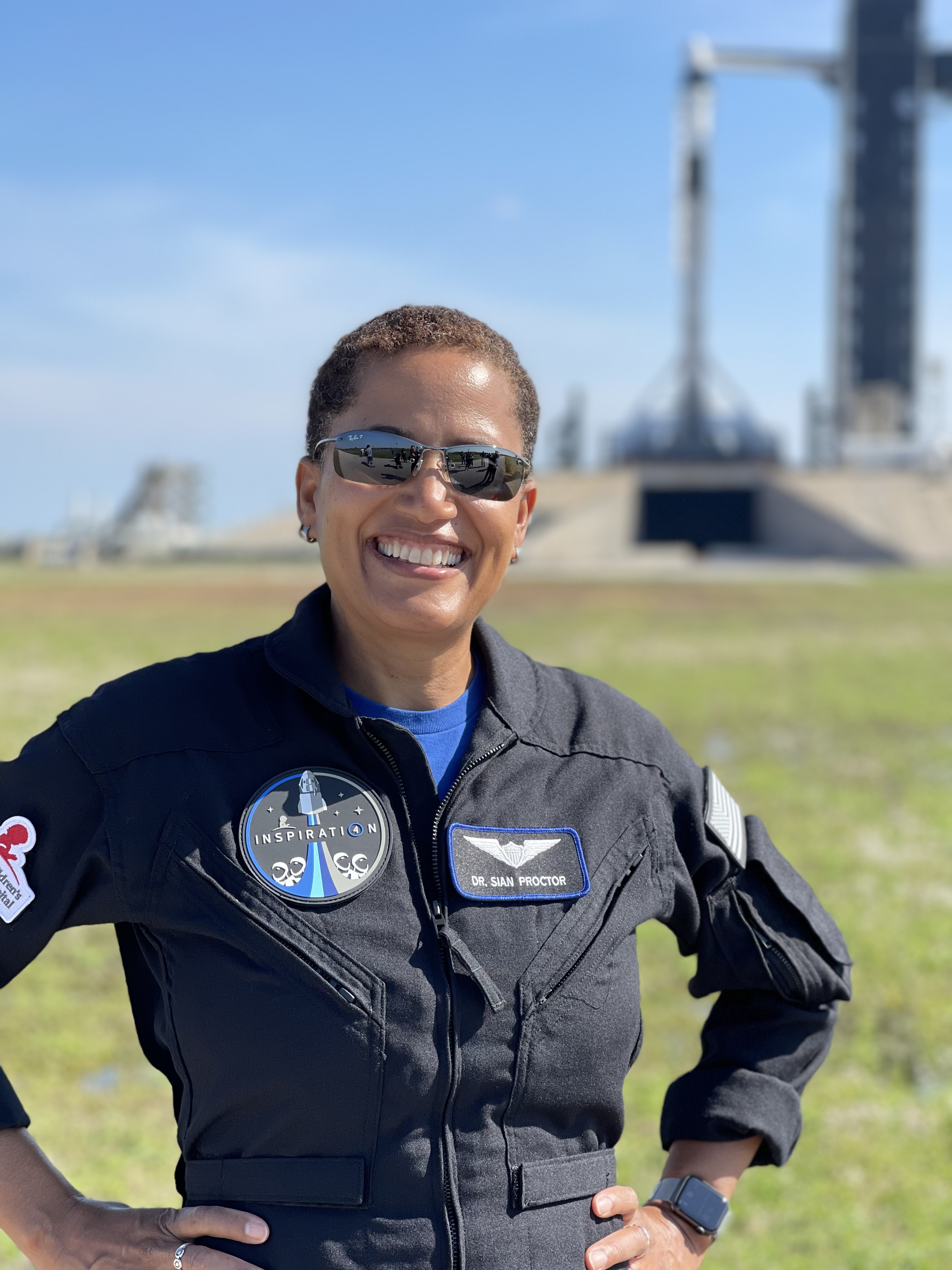
Sian Proctor (2021)

Sian Hayley Proctor (* 28. März 1970 in Hagåtña, Guam) ist eine US-amerikanische Wissenschaftskommunikatorin, Künstlerin, Geologieprofessorin und Weltraumtouristin. Im September 2021 verbrachte sie als Pilotin der ersten privat betriebenen und finanzierten Raumfahrtmission Inspiration4 drei Tage im Weltraum. Mit diesem Raumflug wurde sie zur ersten afroamerikanischen Pilotin eines Raumschiffs. Außerdem war sie die erste weibliche Pilotin eines kommerziellen Raumflugs.

## Frühes Leben
Proctor wurde 1970 im US-amerikanischen Außengebiet Guam im Pazifischen Ozean geboren. Ihre Eltern sind Gloria Deloris und Edward Langley Proctor Jr., der während des Apollo-Programms als Ingenieur für die NASA am Guam Remote Ground Terminal, einer Bodenstation des Satellitenkommunikationssystems, arbeitete. Sie ist das jüngste von vier Kindern und hat zwei Brüder sowie eine Schwester. Nach Ende des Apollo-Programms in den frühen 70ern zog die Familie erst nach Minnesota und später in verschiedene andere Staaten im Nordosten der USA. Mit 14 Jahren zog Proctor mit ihrer Familie nach Fairport in New York, wo sie die High School abschloss.
Sie studierte zunächst bis 1992 Umweltweltwissenschaften an der Pennsylvania Western University in Edinboro und schloss 1998 einen Master in Geologie an der Arizona State University ab. Im gleichen Jahr wurde sie vom South Mountain Community College als erste Vollzeitstelle der Geologiefakultät angestellt, entwickelte selbst den Lehrplan und unterrichtete. 2006 errang sie ihren Doktortitel in Wissenschaftskommunikation an der Arizona State University. Ebenfalls 2006 machte sie einen Pilotenschein.

## Tätigkeiten als Wissenschaftskommunikatorin

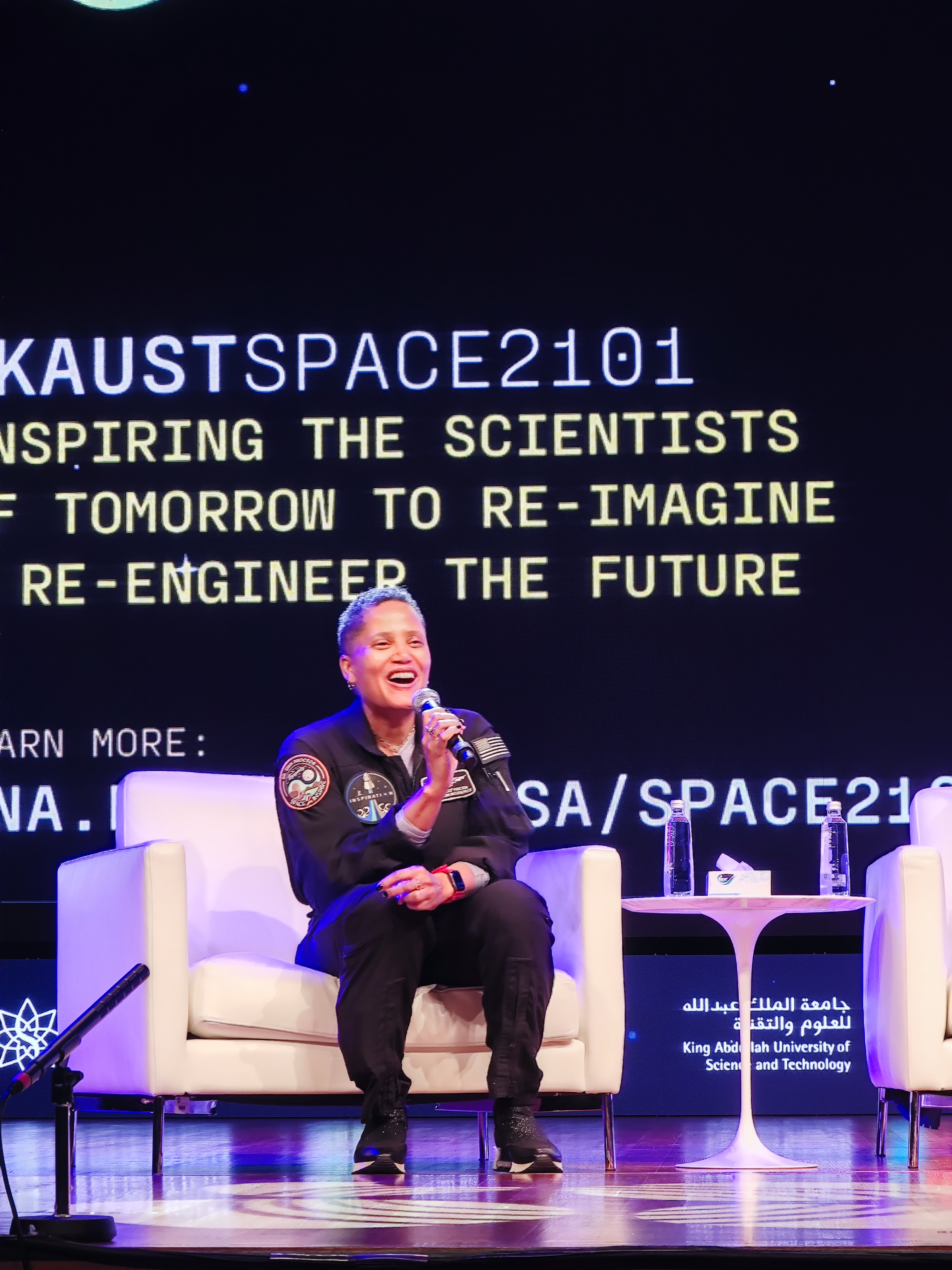
Sian Proctor an der König-Abdullah-Universität für Wissenschaft und Technologie (2023)

2013 war Proctor Education Outreach Officer der ersten HI-SEAS-Mission, bei der auf Hawaii über vier Monate die Konditionen und die Ernährungsstrategie für einen bemannten Marsflug getestet wurden. Vom Magazin Discover wurde sie als Fotografin der Simulation eingestellt, außerdem filmte sie dort die Videoserie Meals for Mars. Ebenso schrieb sie das Kochbuch Meals for Mars, das sich mit der Ernährung von Astronauten auf Langzeitmissionen beschäftigt.
Sie nahm an drei weiteren Raumflug-Simulationen teil, so verbrachte sie zwei Wochen in der Mars Desert Research Station in Utah und zwei Wochen im LunAres-Habitat im polnischen Piła. Ebenfalls als Teil von HI-SEAS war sie im Januar 2020 Mitglied der zweiwöchigen, rein weiblichen NASA-Simulation einer bemannten Marsmission Sensoria 1 auf Hawaii.
Im Jahr 2014 wurde Proctor als Lehrerin im Programm PolarTREC der National Science Foundation ausgewählt, das Lehrer an Forschung in den Polargebieten teilhaben lässt und sie dort mit Wissenschaftlern verbindet. Als Teil des Programms verbrachte sie einen Monat in Barrow in Alaska, wo sie unter anderem den Einfluss des Klimawandels auf die Küstenlinie und die Gemeinschaft untersuchte.
2016 wurde Proctor als Botschafterin des Astronomy in Chile Educator Ambassadors Program (ACEAP) ausgewählt, das Astronomie-Lehrende zu den US-amerikanischen Observatorien in Chile sendete. Im Zuge dessen besuchte sie das Cerro Tololo Inter-American Observatory, das Gemini-Observatorium und das Atacama Large Millimeter/submillimeter Array. 2017 kehrte sie nach Chile zurück und nahm an MINT-Bildungsprogrammen in der Schule und Gemeinde von San Pedro de Atacama teil.
Ebenfalls 2017 nahm sie am Programm Teacher At Sea der National Oceanic and Atmospheric Administration (NOAA) teil, das Lehrenden Forschungserfahrung auf dem Meer vermittelt, und untersuchte drei Wochen auf einem Forschungsboot den Pollack im Beringmeer. Ihre Erkenntnisse hielt sie auf dem NOAA-Blog fest. Im Sommer 2019 verbrachte Proctor als Teil des Bohrprojektes International Ocean Discovery Program zwei Monate als PR-Spezialistin auf dem Forschungsschiff JOIDES Resolution, das die Dynamik des antarktischen Zirkumpolarstroms untersuchte.
2020 gehörte Proctor zu den 15 Finalisten des Mars-Shot-Wettbewerbs der Vereinigten Arabischen Emirate. 2023 nahm sie am Weltraumcamp der König-Abdullah-Universität für Wissenschaft und Technologie in Thuwal, Saudi-Arabien teil.
Proctor ist als Rednerin aktiv, wobei sie vor allem über Wissenschaftskommunikation, Führung, Raumsimulationen, nachhaltige Nahrung und Diversität in der Wissenschaft spricht. Sie hat mehrere TED-Talks gehalten. Außerdem trat sie seit 2010 vielfach im Fernsehen auf, um Wissenschaft zu erklären. Unter anderem war sie 2010 Teilnehmerin der Realityshow The Colony des Discovery Channel, in der eine Gruppe von Freiwilligen in einer verlassenen, isolierten Umgebung lebte. 2017 bis 2019 demonstrierte sie Versuche in der Fernsehserie Strange Evidence des Science Channel.
2022 erhielt Proctor den Doctor of Humane Letters, eine Ehrendoktorwürde, von der University of Massachusetts Lowell. Sie ist Professorin für Geowissenschaften an den Maricopa Community Colleges im Maricopa County, Arizona. Sie lehrt auch zu den Themen Nachhaltigkeit und Planetologie.

## Raumflug
Sian Proctor hatte sich bereits 2009 bei der NASA als Astronautin beworben und war eine von 47 Finalisten aus 3500 Bewerbern, wurde jedoch nicht als eine der neun Astronautenanwärter ausgewählt. Auch 2012 und 2016 bewarb sie sich.
2021 veranstaltete der Unternehmer, Pilot und Milliardär Jared Isaacman einen Marketing-Wettbewerb um einen der vier Plätze (genannt „Prosperity“) auf dem von ihm finanzierten Raumflug Inspiration4, der ersten rein zivilen Raumfahrtmission. Mit der von seinem Unternehmen Shift4 Payments vertriebenen Software sollte ein Wohltätigkeits-Onlineshop für das St. Jude Children’s Research Hospital, ein Krankenhaus und Krebsforschungszentrum, eröffnet werden, für das mit der Mission Inspiration4 Spenden gesammelt werden sollte. Mit ihrem Shop My Space2Inspire für Produkte zum Thema Weltraum konnte Proctor den Sitz gewinnen. Sie erhielt das Rufzeichen „Leo“. Als Pilotin der Mission trainierte sie in einem Cessna CitationJet und einer Mikojan-Gurewitsch MiG-29 unter Anleitung des Piloten Isaacman. Im August 2021 wurde sie zusammen mit den anderen Teilnehmern der Mission auf dem Titelblatt des Time-Magazins abgebildet.
Am 16. September 2021 (UTC) startete Proctor zusammen mit Isaacman, Hayley Arceneaux und Christopher Sembroski in der Crew-Dragon-Kapsel „Resilience“ mit einer Falcon-9-Rakete vom Launch Complex 39 am Kennedy Space Center zum ersten rein touristischen Flug in einen Erdorbit. Eines der Ziele der Mission war, die Auswirkungen eines Raumflugs auf die Körper von Menschen zu testen, die keine vollständige Astronautenausbildung durchlaufen haben; es wurden medizinische Experimente durchgeführt. Mit einem Apogäum von 585 km war es der höchste bemannte Flug im Erdorbit seit 1999 und der fünfthöchste insgesamt, außerdem der erste bemannte Flug im Orbit seit 2009, der an keine Raumstation andockte. Nach zwei Tagen und 23 Stunden im All landete die Kapsel am 18. September nahe dem Abflugort, die erste bemannte Wasserung im Atlantischen Ozean seit 1969. Die Crewmitglieder sind die ersten Weltraumtouristen im Orbit, die nicht zur Internationalen Raumstation flogen. Auswahl der Teilnehmer, Training und Raumflug wurden in der Netflix-Dokumentation Countdown: Inspiration4 Mission to Space behandelt.

## Als Künstlerin
Proctor betätigt sich als Künstlerin, Poetin und Autorin. Ihre Kunst wird vornehmlich dem Afrofuturismus zugerechnet. Dabei kreiert sie ihre Werke sowohl digital als auch gemalt und als Multimedia. Als erste afroamerikanische Person malte sie im Weltraum. Nach ihrem Raumflug greift ihre Kunst besonders häufig das Phänomen des Erdscheins auf, also das Sonnenlicht, das von der Erde zurück ins All reflektiert wird. Im November 2021 veröffentlichte sie das Buch Space2inspire: The Art of Inspiration, das sich mit ihrer Kunst und ihrem Raumflug befasst. Sie ist Artist in Residence an der Arizona State University.

## Sonstiges
Proctor ist Pilotin im Rang eines Majors in der Civil Air Patrol, wo sie als Aerospace Education Officer für den Arizona Wing tätig ist. Sie ist Mitglied der Association of Space Explorers und wurde im Dezember 2022 als Mitglied der Users Advisory Group des National Space Council ausgewählt.
Sie ist Gründerin der Proctor Foundation. Proctor ist geschieden.